# Podziałka kreskowa
Podziałka kreskowa − podziałka analogowa, której wskazy są zbiorem kresek, zwykle ocyfrowanych. Podziałka kreskowa może być rozmieszczona wzdłuż linii prostej (suwmiarka, termometr), okręgu (czujnik zegarowy) lub łuku okręgu (woltomierz, mikrokator).

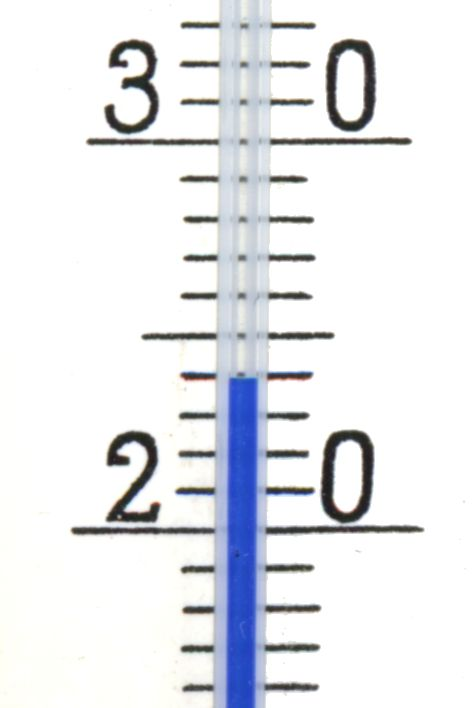
Podziałka rozmieszczona wzdłuż linii prostej -fragment podziałki termometru

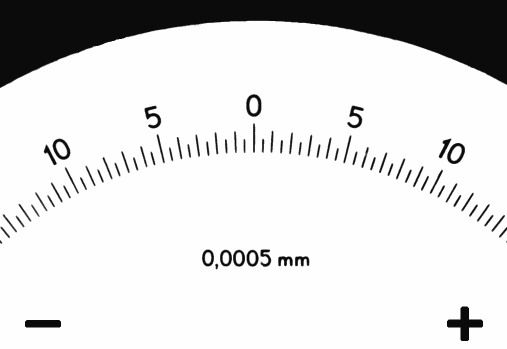
Podziałka rozmieszczona wzdłuż łuku okręgu - fragment podziałki mikrokatora

## Definicje
Odległość pomiędzy sąsiednimi wskazami jest długością działki elementarnej. Różnica pomiędzy wartościami wielkości mierzonej dopowiadającej wskazom ograniczającym działkę jest wartością działki elementarnej. Podziałkę, której wszystkie działki elementarne mają jednakową długość nazywamy podziałką jednostajną. Podziałkę, której wszystkie działki elementarne mają jednakową wartość nazywamy podziałką równomierną.  Podziałka, która jest jednocześnie jednostajna i równomierna jest podziałką regularną.